# Hoya querinoensis
Hoya querinoensis är en oleanderväxtart som beskrevs av Kloppenb. och Siar. Hoya querinoensis ingår i släktet Hoya och familjen oleanderväxter. Inga underarter finns listade i Catalogue of Life.